# Dexter Filkins
Dexter Price Filkins, född 1961, är en amerikansk journalist.
Filkins är mest känd för sin rapportering av krigen i Irak och Afghanistan för The New York Times. Han var en finalist för Pulitzerpriset 2002 för sin rapportering från Afghanistan, och han vann Pulitzerpriset 2009 som en del av ett team av New York Times journalister för deras rapportering från Pakistan och Afghanistan. Han har kallats "den främsta krigskorrespondenten av sin generation". Han skriver för närvarande för The New Yorker.
Filkins bok Krig utan slut är om hans upplevelser i Afghanistan och Irak. Den publicerades den 16 september 2008 och blev en bästsäljare. Krig utan slut vann National Book Critics Circle Award för bästa fackbok 2008, och utnämndes som en av de bästa facklitteratur böckerna 2008 av bland andra The New York Times, Amazon.com, Washington Post och tidskriften Time.